# Carlos Chandía
Carlos Luis Chandía Alarcón (Coihueco, 14 de noviembre de 1964) es un político y exárbitro FIFA chileno. Se desempeñó como alcalde de la comuna de Coihueco, localidad ubicada en la zona centro sur de su país.
Se inició como árbitro de fútbol profesional en 2001, llegando a ser considerado como uno de los mejores de Chile. Anunció su retiro del arbitraje en el partido final de ida del Torneo Clausura 2009, el 5 de diciembre de 2009, disputado entre Colo-Colo y Universidad Católica.

## Labor profesional
Carlos Chandía dirigió grandes partidos a nivel nacional e internacional, destacando tres finales de Copa Libertadores de América (a saber: 2004, partido de vuelta, Once Caldas vs. Boca Juniors, empate 1-1 en tiempo reglamentario y victoria 2-0 del equipo colombiano en definición a penales; 2008, partido de ida, Liga Deportiva Universitaria de Quito 4 Fluminense 2; y Copa Libertadores 2009, partido de vuelta entre Cruzeiro y Estudiantes el 15 de julio de 2009, con victoria del equipo argentino 2-1); la final de la Copa Sudamericana de 2004 (partido de vuelta, Boca Juniors a Bolívar 2-0); estuvo además presente en la Copa Confederaciones Alemania 2005, en el Mundial de Clubes Japón 2005 y en la Mundial de Fútbol Alemania 2006 donde participó en labores de apoyo.
También arbitró las finales de la Recopa Sudamericana de los siguientes años: 2005, entre Boca Juniors 3-1 Once Caldas (partido de ida); 2007, Pachuca 2-1 Internacional (partido de ida) y 2009, entre Liga de Quito y Internacional el 9 de julio de 2009 (partido de vuelta), ganado por el equipo ecuatoriano 3-0.
Su fama de ser el mejor árbitro chileno por muchos años y haber sido elegido dentro de los 30 mejores árbitros por la IFFHS, le significó ser nombrado por el presidente de la ANFP Harold Mayne-Nicholls como jefe de la comisión de árbitros de su país en mayo de 2010. Chandía estuvo acompañado en el cargo por un grupo de trabajo conformado por el exárbitro asistente FIFA Cristián Julio (Fútbol Joven), el exárbitro de ascenso Jorge Cruz (docencia y 1B) y el exárbitro asistente de ascenso Juan Reyes (evaluaciones). Durante el período en que se desempeñó como jefe de dicha institución.

## Distinciones individuales
| Distinción                       | Año  |
| -------------------------------- | ---- |
| Mejor Árbitro Masculino de Chile | 2009 |

## Historial electoral

### Elecciones municipales de 2012
- Elecciones municipales de 2012, para la alcaldía de Coihueco[4]

| Candidato                | Pacto              | Partido | Votos | %     | Resultado |
| ------------------------ | ------------------ | ------- | ----- | ----- | --------- |
| Carlos Chandía Alarcón   | Coalición          | Ind.    | 5692  | 48,88 | Alcalde   |
| Arnoldo Jiménez Venegas  | Por un Chile Justo | PPD     | 5387  | 46,26 |           |
| Manuel Quintana González | Independiente      | Ind.    | 567   | 4,87  |           |

### Elecciones municipales de 2016
- Elecciones municipales de 2016, para la alcaldía de Coihueco[5]

| Candidato               | Pacto         | Partido | Votos | %    | Resultado |
| ----------------------- | ------------- | ------- | ----- | ---- | --------- |
| Carlos Chandía Alarcón  | Chile Vamos   | Ind.    | 6798  | 56,9 | Alcalde   |
| Arnoldo Jiménez Venegas | Nueva Mayoría | PPD     | 5141  | 43,1 |           |

### Elecciones municipales de 2021
- Elecciones municipales de 2021, para la alcaldía de Coihueco[6]

| Candidato              | Pacto                         | Partido | Votos | %      | Resultado |
| ---------------------- | ----------------------------- | ------- | ----- | ------ | --------- |
| Carlos Chandía Alarcón | Chile Vamos                   | RN      | 6278  | 74,16% | Alcalde   |
| Juan Olave Pedraza     | Unidad por el Apruebo         | Ind.    | 1631  | 19,27% |           |
| Cristián Herrera Caro  | Chile Digno, Verde y Soberano | PCCh    | 556   | 6,57%  |           |